# Arnaud Beltrame
Arnaud Jean-Georges Beltrame (IPA: aʁno ʒɑ̃ ʒɔʁʒ bɛltʁam; ur. 18 kwietnia 1973 w Étampes, zm. 24 marca 2018 w Carcassonne) – podpułkownik (Lieutenant-colonel) Francuskiej Żandarmerii Narodowej i zastępca dowódcy departamentalnej jednostki żandarmerii Aude, który został zamordowany w czasie zamachu w Carcassonne, po tym, jak zamienił się za przetrzymywanego przez terrorystę zakładnika. Po jego śmierci prezydent Francji Emmanuel Macron powiedział, że Beltrame zasłużył na „szacunek i podziw całego narodu”. Za swoją odwagę i wierność poczuciu obowiązku żandarm został pośmiertnie awansowany na pułkownika (Colonel) i mianowany Komandorem Legii Honorowej.

## Młodość i wykształcenie
Urodził się 18 kwietnia 1973 roku w Étampes we Francji. Ukończył z wyróżnieniem, jako najlepszy w swojej grupie, Wojskową Akademię Połączonych Broni (École militaire interarmes) w 2001 roku oraz Szkołę Oficerską Żandarmerii Narodowej (École des officiers de la gendarmerie nationale) w 2002 roku.

## Kariera w służbach mundurowych

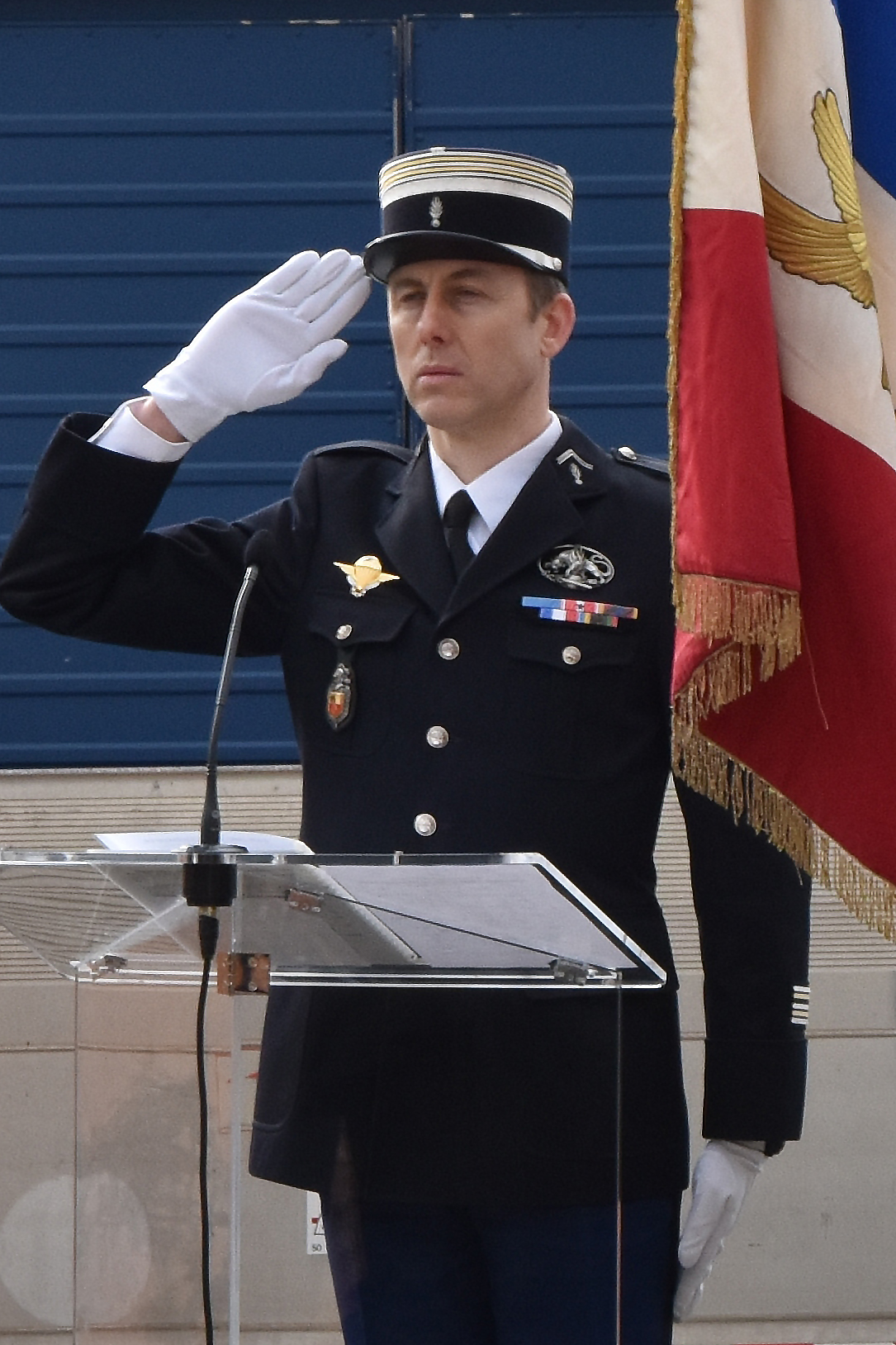
Podpułkownik Beltrame podczas ceremonii wojskowej w lutym 2018

Po ukończeniu kursu na czynnego oficera rezerwy, Beltrame został przydzielony najpierw do 35 Pułku Artylerii Powietrznodesantowej w Tarbes, a następnie do 8 Pułku Artylerii w Commercy. Następnie przeniósł się do żandarmerii i został na krótko przydzielony do mobilnej jednostki pancernej żandarmerii w Satory, niedaleko Wersalu, po czym wybrano go w 2003 roku do elitarnej jednostki spadochronowej żandarmerii (EPIGN), również stacjonującej w Satory. W 2005 roku wyjechał na misję zagraniczną do Iraku i otrzymał tam odznaczenia wojskowe. Następnie dołączył do Gwardii Republikańskiej, części Żandarmerii Narodowej, która pełni funkcję kompanii reprezentacyjnej oraz zapewnia ochronę władz państwowych. W latach 2006–2010 stacjonował w Pałacu Elizejskim, a następnie objął dowództwo nad kompanią żandarmerii departamentalnej w Avranches, które sprawował w latach 2010–2014. Po odbyciu służby cywilnej w Ministerstwie Ekologii i studiów podyplomowych z zakresu administracji i ekonomii, dołączył do departamentalnej jednostki żandarmerii departamentu Aude z siedzibą w Carcassonne w południowo-zachodniej Francji w sierpniu 2017 roku jako zastępca dowódcy.

## Atak terrorystyczny w Carcassonne i Trèbes
Około godz. 11:00 23 marca 2018 roku terrorysta Redouane Lakdim twierdzący, że jest wysłannikiem Islamskiego Państwa Iraku i Lewantu (ISIS), zaatakował supermarket w Trèbes uzbrojony w pistolet, nóż myśliwski i trzy bomby domowej roboty. Zastrzelił dwie osoby, a innych wziął jako zakładników. Policja negocjowała uwolnienie zakładników, kiedy Beltrame zaproponował, że zastąpi ostatnią przetrzymywaną osobę, kasjerkę. Po wejściu do środka położył na stole telefon komórkowy z otwartym połączeniem, aby policja na zewnątrz mogła monitorować aktywność w środku. Po trzygodzinnym impasie Lakdim dźgnął Beltrame’a nożem i strzelił do niego z pistoletu. W odpowiedzi funkcjonariusze GIGN zaatakowali supermarket o 14:40 i zabili napastnika. Beltrame żył jeszcze w momencie zakończenia szturmu i został przewieziony do szpitala, lecz wkrótce po tym zmarł. Autopsja wykazała, że Beltrame miał cztery rany postrzałowe, ale śmierć nastąpiła z powodu ran kłutych w gardło.

## Życie osobiste
Wychowywał się w rodzinie ateistycznej, ale w wieku 33 lat wstąpił do Kościoła katolickiego, przyjmując chrzest w 2006 roku, a następnie sakramenty pierwszej komunii świętej i bierzmowania w 2008 roku, po dwóch latach formacji i katechezy. W 2015 roku odbył pielgrzymkę do bazyliki Sainte-Anne-d’Auray, „gdzie poprosił Dziewicę Maryję o pomoc w spotkaniu z kobietą jego życia”, a wkrótce potem „zaprzyjaźnił się z Marielle, której wiara jest głęboka i dyskretna”. Para pobrała się na ceremonii cywilnej w sierpniu 2016 roku, a na czerwiec 2018 roku młodzi zaplanowali ślub kościelny w bazylice Świętych Nazariusza i Celsusa w Carcassonne. Przed śmiercią Beltrame otrzymał ostatnie namaszczenie. Na niedługo przed zamachem w  Trèbes odbył pielgrzymkę do Santiago de Compostela. Był również masonem i publicznie deklarował przynależność do Wielkiej Loży Francji, ale w ostatnich latach życia zdystansował się od tej organizacji. Interesował się historią Francji i jej chrześcijańskimi korzeniami. Tydzień przed śmiercią pochował swojego ojca, który utonął na Morzu Śródziemnym w sierpniu 2017 roku i którego ciało zostało znalezione dopiero pół roku później w sieciach łodzi rybackiej.

## Pamięć
Minister spraw wewnętrznych Francji Gérard Collomb, a następnie prezydent Francji Emmanuel Macron, w publicznych przemówieniach mówili o odwadze i bohaterstwie Beltrame’a.
Państwowe uroczystości ku czci Beltrame’a odbyły się w Les Invalides 27 marca 2018 roku pod przewodnictwem prezydenta Macrona. Flagi państwowe, sztandary żandarmerii i Zgromadzenia Narodowego zostały obniżone do połowy masztu, a wiele miast ogłosiło, że ulice, place lub budynki użyteczności publicznej zostaną nazwane na cześć zamordowanego pułkownika, choć ostatecznie większość z tych zamiarów nie została zrealizowana.
Polska Policja w sierpniu 2018 roku uhonorowała go pośmiertnie Honorową Odznaką Zasługi im. mjr. Jana Piwnika „Ponurego”.

## Awanse
| Francuska Żandarmeria Narodowa |
| ------------------------------ |

| Aspirant        | Sous-lieutenant | Lieutenant      | Capitaine       | Chef d'escadron | Lieutenant-colonel | Colonel                     |
| --------------- | --------------- | --------------- | --------------- | --------------- | ------------------ | --------------------------- |
|                 |                 |                 |                 |                 |                    |                             |
| 25 czerwca 1999 | 1 sierpnia 2000 | 1 sierpnia 2001 | 1 sierpnia 2005 | 1 stycznia 2010 | 1 sierpnia 2016    | 24 marca 2018 (pośmiertnie) |